# Подолівка
Подо́лівка — село в Україні, у Барвінківській міській громаді Ізюмського району Харківської області. Населення становить 354 осіб. До 2020 орган місцевого самоврядування — Подолівська сільська рада.

## Географія
Село Подолівка знаходиться на правому березі річки Сухий Торець, примикає до сіл Архангелівка, Данилівка, Благодатне та селище Язикове. Поруч знаходиться залізнична станція Язикове.

## Історія
12 червня 2020 року, відповідно до Розпорядження Кабінету Міністрів України  № 725-р «Про визначення адміністративних центрів та затвердження територій територіальних громад Харківської області», увійшло до складу Барвінківської міської територіальної громади.
19 липня 2020 року, в результаті адміністративно-територіальної реформи та ліквідації Барвінківського району, село увійшло до складу Ізюмського району.
24 квітня 2022 року, російський обстрілом було зруйновано школу.

## Культура
- Школа(зруйнована)
- Клуб